# Seznam bitk španske državljanske vojne
Seznam bitk španske državljanske vojne.

## 1936
- bitka za Tetouan
- bitka za Larache
- bitka za Seviljo
- bitka za Alcázar de Toledo
- prva bitka za Madrid (1936)
- bitka za Barcelono
- bitka za Malorko
- bitka za Vallehermoso, Santa Cruz de Tenerife
- bitka za Mérido
- bitka za Badajoz
- bitka za Irún
- bitka za San Sebastian (Baskija)
- bitka za Ibizo
- bitka za Toledo
- druga bitka za Madrid (1936)

## 1937
- bitka za Boadillo
- bitka za Málago
- bitka za Jaramo
- bitka za Guadalajaro
- bitka za Brihuego
- bitka za Durango
- bitka za Santa Quitero
- bombardiranje Guernice
- bitka za Barcelono
- bitka za Bilbao
- bitka za Brunete
- bitka za Quijorno
- bitka za Villanuevo del Pardillo
- bitka za Saragosso
- bitka za Santander
- bitka za Penarroyo
- bitka za Córdobo
- bitka za Llanes
- bitka za El Mazuco
- bitka za Sello
- bitka za Cangas de Onis
- bitka za Asturijo
- bitka za Gijón
- bitka za Terue

## 1938
- bitka pri rtu Palos
- bitka za Vinaroz
- bitka za Ebro
- bitka za Barcelono (1938)

## 1939
- bitka za Madrid (1939)